# Dexing
Dexing (chinois : 德兴市 ; pinyin : déxīng shì) est une ville-district de la province du Jiangxi en Chine. Elle est placée sous la juridiction de la ville-préfecture de Shangrao.

## Démographie
La population du district était de 306 656 habitants en 1999.